# Indy 200 at Mid-Ohio 2023
Das Indy 200 at Mid-Ohio (offiziell Honda Indy 200 at Mid-Ohio) auf dem Kurs Mid-Ohio Sports Car Course fand am 2. Juli 2023 statt und ging über eine Distanz von 80 Runden à 3,633 km. Es war der neunte Lauf zur IndyCar Series 2023.

## Bericht
Mit nur einer Gelbphase, von der ersten bis zur vierten Runde, ging nach 80 Runden das Rennen in Elkhart Lake und dem Sieger Alex Palou (Chip Ganassi Racing) zu Ende. In der ersten Runde kollidierten Marcus Ericsson (Chip Ganassi Racing) und Felix Rosenqvist (Arrow McLaren SP). Während Rosenqvist weiterfahren konnte, musste Ericsson das Rennen wegen gebrochener Vorderradaufhängung aufgeben. Der aus der Pole Position gestartet Colton Herta (Andretti Autosport) übernahm die Führung vor Graham Rahal (Rahal Letterman Lanigan Racing). Nach den ersten Boxenstopps lag Palou in Führung, der gegenüber Herta und Rahal seinen Stopp zwei Runden später absolvierte. Bei Rahal klemmte das Hinterrad beim Befestigen und er fiel zurück. Herta war zu schnell in der Boxenstrasse und bekam eine Strafe. Palou fuhr dem Sieg entgegen und gewann vor seinem Teamkollegen Scott Dixon und Will Power (Team Penske). In der Meisterschaft fielen Josef Newgarden (Team Penske), 12. Rang in Mid-Ohio und Ericsson zurück. Palou führte nach neun von 17 Rennen die Tabelle vor Dixon mit 110 Punkten Vorsprung an.

## Meldeliste
| Startnummer | Fahrer              | Team                                 | Motor     |
| ----------- | ------------------- | ------------------------------------ | --------- |
| 2           | Josef Newgarden     | Team Penske                          | Chevrolet |
| 3           | Scott McLaughlin    | Team Penske                          | Chevrolet |
| 5           | Patricio O’Ward     | Arrow McLaren SP                     | Chevrolet |
| 06          | Hélio Castroneves   | Meyer Shank Racing                   | Honda     |
| 6           | Felix Rosenqvist    | Arrow McLaren SP                     | Chevrolet |
| 7           | Alexander Rossi     | Arrow McLaren SP                     | Chevrolet |
| 8           | Marcus Ericsson     | Chip Ganassi Racing                  | Honda     |
| 9           | Scott Dixon         | Chip Ganassi Racing                  | Honda     |
| 10          | Alex Palou          | Chip Ganassi Racing                  | Honda     |
| 11          | Marcus Armstrong    | Chip Ganassi Racing                  | Honda     |
| 12          | Will Power          | Team Penske                          | Chevrolet |
| 14          | Santino Ferrucci    | A. J. Foyt Racing                    | Chevrolet |
| 15          | Graham Rahal        | Rahal Letterman Lanigan Racing       | Honda     |
| 18          | David Malukas       | Dale Coyne Racing / HMD Motorsports  | Honda     |
| 20          | Ryan Hunter-Reay    | Ed Carpenter Racing                  | Chevrolet |
| 21          | Rinus VeeKay        | Ed Carpenter Racing                  | Chevrolet |
| 26          | Colton Herta        | Andretti Autosport / Curb-Agajanian  | Honda     |
| 27          | Kyle Kirkwood       | Andretti Autosport                   | Honda     |
| 28          | Romain Grosjean     | Andretti Autosport                   | Honda     |
| 29          | Devlin DeFrancesco  | Andretti Steinbrenner Autosport      | Honda     |
| 30          | Jack Harvey         | Rahal Letterman Lanigan Racing       | Honda     |
| 45          | Christian Lundgaard | Rahal Letterman Lanigan Racing       | Honda     |
| 51          | Sting Ray Robb      | Dale Coyne Racing / Rick Ware Racing | Honda     |
| 55          | Benjamin Pedersen   | A. J. Foyt Racing                    | Chevrolet |
| 60          | Simon Pagenaud      | Meyer Shank Racing                   | Honda     |
| 60          | Conor Daly          | Meyer Shank Racing                   | Honda     |
| 77          | Callum Ilott        | Juncos Hollinger Racing              | Chevrolet |
| 78          | Agustín Canapino    | Juncos Hollinger Racing              | Chevrolet |

Note: Nach einem Unfall im freien Training startete Simon Pagenaud auf Anraten von Ärzten nicht zum Rennen, Conor Daly übernahm das Fahrzeug mit der Startnummer 60 von Meyer Shank Racing.

## Klassifikationen

### Freies Training 1
| Pos. | Nr. | Fahrer          | Team                | Motor     | Zeit       |
| ---- | --- | --------------- | ------------------- | --------- | ---------- |
| 1    | 5   | Pato O’Ward     | Arrow McLaren SP    | Chevrolet | 01:06.4935 |
| 2    | 10  | Alex Palou      | Chip Ganassi Racing | Honda     | 01:06.8558 |
| 3    | 8   | Marcus Ericsson | Chip Ganassi Racing | Honda     | 01:06.9779 |

### Freies Training 2
| Pos. | Nr. | Fahrer       | Team                                | Motor     | Zeit       |
| ---- | --- | ------------ | ----------------------------------- | --------- | ---------- |
| 1    | 12  | Will Power   | Team Penske                         | Chevrolet | 01:06.4905 |
| 2    | 10  | Alex Palou   | Chip Ganassi Racing                 | Honda     | 01:06.7411 |
| 3    | 26  | Colton Herta | Andretti Autosport / Curb-Agajanian | Honda     | 01:06.7791 |

### Qualifying
| Pos. | Nr. | Fahrer              | Team                                 | Motor     | Zeit       | Zeit       | Zeit       | Zeit       | Startplatz |
| Pos. | Nr. | Fahrer              | Team                                 | Motor     | Q1         | Q1         | Q2         | Q3         | Startplatz |
| Pos. | Nr. | Fahrer              | Team                                 | Motor     | Gruppe 1   | Gruppe 2   | Q2         | Q3         | Startplatz |
| ---- | --- | ------------------- | ------------------------------------ | --------- | ---------- | ---------- | ---------- | ---------- | ---------- |
| 1    | 26  | Colton Herta        | Andretti Autosport / Curb-Agajanian  | Honda     | N/A        | 01:05.8599 | 01:05.8576 | 01:06.3096 | 1          |
| 2    | 15  | Graham Rahal        | Rahal Letterman Lanigan Racing       | Honda     | N/A        | 01:06.0306 | 01:05.9336 | 01:06.3528 | 2          |
| 3    | 27  | Kyle Kirkwood       | Andretti Autosport                   | Honda     | N/A        | 01:05.7240 | 01:05.9493 | 01:06.3693 | 3          |
| 4    | 10  | Alex Palou          | Chip Ganassi Racing                  | Honda     | 01:06.0357 | N/A        | 01:05.9845 | 01:06.4166 | 4          |
| 5    | 45  | Christian Lundgaard | Rahal Letterman Lanigan Racing       | Honda     | N/A        | 01:05.8933 | 01:05.8883 | 01:06.6277 | 5          |
| 6    | 9   | Scott Dixon         | Chip Ganassi Racing                  | Honda     | N/A        | 01:05.7760 | 01:05.9787 | 01:06.9281 | 6          |
| 7    | 12  | Will Power          | Team Penske                          | Chevrolet | N/A        | 01:05.9838 | 01:06.1121 | N/A        | 7          |
| 8    | 3   | Scott McLaughlin    | Team Penske                          | Chevrolet | 01:06.2026 | N/A        | 01:06.1926 | N/A        | 8          |
| 9    | 8   | Marcus Ericsson     | Chip Ganassi Racing                  | Honda     | 01:05.9252 | N/A        | 01:06.2289 | N/A        | 9          |
| 10   | 6   | Felix Rosenqvist    | Arrow McLaren SP                     | Chevrolet | 01:06.1887 | N/A        | 01:06.2455 | N/A        | 10         |
| 11   | 30  | Jack Harvey         | Rahal Letterman Lanigan Racing       | Honda     | 01:06.2900 | N/A        | 01:06.7309 | N/A        | 11         |
| 12   | 18  | David Malukas       | Dale Coyne Racing / HMD Motorsports  | Honda     | 01:06.5621 | N/A        | 01:06.7596 | N/A        | 12         |
| 13   | 7   | Alexander Rossi     | Arrow McLaren SP                     | Chevrolet | 01:06.6010 | N/A        | N/A        | N/A        | 13         |
| 14   | 28  | Romain Grosjean     | Andretti Autosport                   | Honda     | N/A        | 01:06.1870 | N/A        | N/A        | 14         |
| 15   | 2   | Josef Newgarden     | Team Penske                          | Chevrolet | 01:06.6307 | N/A        | N/A        | N/A        | 15         |
| 16   | 21  | Rinus VeeKay        | Ed Carpenter Racing                  | Chevrolet | N/A        | 01:06.2891 | N/A        | N/A        | 16         |
| 17   | 20  | Ryan Hunter-Reay    | Ed Carpenter Racing                  | Chevrolet | 01:07.0095 | N/A        | N/A        | N/A        | 17         |
| 18   | 11  | Marcus Armstrong    | Chip Ganassi Racing                  | Honda     | N/A        | 01:06.2915 | N/A        | N/A        | 18         |
| 19   | 06  | Hélio Castroneves   | Meyer Shank Racing                   | Honda     | 01:07.0503 | N/A        | N/A        | N/A        | 19         |
| 20   | 77  | Callum Ilott        | Juncos Hollinger Racing              | Chevrolet | N/A        | 01:06.3487 | N/A        | N/A        | 20         |
| 21   | 78  | Agustín Canapino    | Juncos Hollinger Racing              | Chevrolet | 01:07.0816 | N/A        | N/A        | N/A        | 21         |
| 22   | 51  | Sting Ray Robb      | Dale Coyne Racing / Rick Ware Racing | Honda     | N/A        | 01:06.5157 | N/A        | N/A        | 22         |
| 23   | 55  | Benjamin Pedersen   | A. J. Foyt Enterprises               | Chevrolet | 01:07.3960 | N/A        | N/A        | N/A        | 23         |
| 24   | 29  | Devlin DeFrancesco  | Andretti Steinbrenner Autosport      | Honda     | N/A        | 01:06.5834 | N/A        | N/A        | 24         |
| 25   | 5   | Pato O’Ward         | Arrow McLaren SP                     | Chevrolet | 01:11.3655 | N/A        | N/A        | N/A        | 25         |
| 26   | 14  | Santino Ferrucci    | A. J. Foyt Racing                    | Chevrolet | N/A        | 01:07.2807 | N/A        | N/A        | 26         |
| 27   | 60  | Simon Pagenaud      | Meyer Shank Racing                   | Honda     | N/A        | No Time    | N/A        | N/A        | 27         |

### Endergebnis
| Pos. | Nr. | Fahrer              | Team                                 | Motor     | Runden | Zeit/Rückstand | Boxenstopps | Startplatz | Führungsrunden | Punkte |
| ---- | --- | ------------------- | ------------------------------------ | --------- | ------ | -------------- | ----------- | ---------- | -------------- | ------ |
| 1    | 10  | Alex Palou          | Chip Ganassi Racing                  | Honda     | 80     | 01:37:31.9887  | 2           | 4          | 48             | 53     |
| 2    | 9   | Scott Dixon         | Chip Ganassi Racing                  | Honda     | 80     | 5.0242         | 2           | 6          | 2              | 41     |
| 3    | 12  | Will Power          | Team Penske                          | Chevrolet | 80     | 18.3585        | 2           | 7          | 1              | 36     |
| 4    | 45  | Christian Lundgaard | Rahal Letterman Lanigan Racing       | Honda     | 80     | 19.0828        | 2           | 5          |                | 32     |
| 5    | 3   | Scott McLaughlin    | Team Penske                          | Chevrolet | 80     | 20.5280        | 2           | 8          |                | 30     |
| 6    | 18  | David Malukas       | Dale Coyne Racing / HMD Motorsports  | Honda     | 80     | 27.1534        | 2           | 12         |                | 28     |
| 7    | 15  | Graham Rahal        | Rahal Letterman Lanigan Racing       | Honda     | 80     | 27.8852        | 2           | 2          | 3              | 27     |
| 8    | 5   | Pato O’Ward         | Arrow McLaren SP                     | Chevrolet | 80     | 28.5119        | 3           | 25         |                | 24     |
| 9    | 11  | Marcus Armstrong R  | Chip Ganassi Racing                  | Honda     | 80     | 42.4021        | 2           | 18         |                | 22     |
| 10   | 7   | Alexander Rossi     | Arrow McLaren SP                     | Chevrolet | 80     | 49.1483        | 3           | 13         |                | 20     |
| 11   | 26  | Colton Herta        | Andretti Autosport / Curb-Agajanian  | Honda     | 80     | 55.5968        | 3           | 1          | 26             | 21     |
| 12   | 2   | Josef Newgarden     | Team Penske                          | Chevrolet | 80     | 56.1804        | 2           | 15         |                | 18     |
| 13   | 28  | Romain Grosjean     | Andretti Autosport                   | Honda     | 80     | 1:00.3705      | 2           | 14         |                | 17     |
| 14   | 29  | Devlin DeFrancesco  | Andretti Steinbrenner Autosport      | Honda     | 80     | 1:02.8906      | 2           | 24         |                | 16     |
| 15   | 21  | Rinus VeeKay        | Ed Carpenter Racing                  | Chevrolet | 80     | 1:03.4295      | 2           | 16         |                | 15     |
| 16   | 77  | Callum Ilott        | Juncos Hollinger Racing              | Chevrolet | 80     | 1:03.8682      | 2           | 20         |                | 14     |
| 17   | 27  | Kyle Kirkwood       | Andretti Autosport                   | Honda     | 80     | 1:04.4020      | 2           | 3          |                | 13     |
| 18   | 30  | Jack Harvey         | Rahal Letterman Lanigan Racing       | Honda     | 80     | 1:08.0817      | 2           | 11         |                | 12     |
| 19   | 20  | Ryan Hunter-Reay    | Ed Carpenter Racing                  | Chevrolet | 80     | 1:09.3717      | 2           | 17         |                | 11     |
| 20   | 60  | Conor Daly          | Meyer Shank Racing                   | Honda     | 80     | 1:10.1361      | 3           | 27         |                | 10     |
| 21   | 06  | Hélio Castroneves   | Meyer Shank Racing                   | Honda     | 79     | 1 Rd.          | 2           | 19         |                | 9      |
| 22   | 51  | Sting Ray Robb R    | Dale Coyne Racing / Rick Ware Racing | Honda     | 79     | 1 Rd.          | 2           | 22         |                | 8      |
| 23   | 78  | Agustín Canapino R  | Juncos Hollinger Racing              | Chevrolet | 79     | 1 Rd.          | 2           | 21         |                | 7      |
| 24   | 14  | Santino Ferrucci    | A. J. Foyt Enterprises               | Chevrolet | 79     | 1 Rd.          | 3           | 26         |                | 6      |
| 25   | 6   | Felix Rosenqvist    | Arrow McLaren SP                     | Chevrolet | 79     | 1 Rd.          | 3           | 10         |                | 5      |
| 26   | 55  | Benjamin Pedersen R | A. J. Foyt Enterprises               | Chevrolet | 79     | 1 Rd.          | 3           | 23         |                | 5      |
| 27   | 8   | Marcus Ericsson     | Chip Ganassi Racing                  | Honda     | 5      | Unfall         | 2           | 9          |                | 5      |

R=Rookie / 1 Gelbphasen für insgesamt 4 Rd.

## Führungsrunden
| Fahrer       | Team                           | Anzahl |
| ------------ | ------------------------------ | ------ |
| Alex Palou   | Chip Ganassi Racing            | 48     |
| Colton Herta | Andretti Autosport             | 26     |
| Alex Palou   | Chip Ganassi Racing            | 10     |
| Graham Rahal | Rahal Letterman Lanigan Racing | 3      |
| Scott Dixon  | Chip Ganassi Racing            | 2      |
| Will Power   | Team Penske                    | 1      |